# Ju 288 (航空機)
ユンカース Ju 288
ユンカース Ju 288 V2
- 用途：爆撃機
- 製造者：ユンカース
- 運用者：ドイツ空軍
- 初飛行：1940年11月29日
- 生産数：22機
- 運用状況：試作のみ

ユンカース Ju 288（Junkers Ju 288）は、第二次世界大戦中に設計されたドイツの爆撃機である。22機製造された内の最初の試作機は1940年11月29日に初飛行したが試作段階で終了した。

## 開発
第二次世界大戦の開戦に先立ってドイツ空軍の爆撃戦力は主に限定的な能力しか持たない機体で構成されていた。数機種は元々民間使用を目的に開発された機体で、就役している機体の中で唯一本格的に近代的な設計はユンカース Ju 88だけであったが、そのJu 88も他機種より抜きん出た性能を有している一方で数々の問題を抱えていた。問題の中でおそらく最も有名なものは非常に小さい胴体内爆弾倉のため機外にも爆弾を懸架せざるをえず、これが飛行性能を低下させたことであった。
1937年以来ユンカース社は、大幅に出力を増大したユンカース ユモ 222かユンカース ユモ 223 エンジンを搭載した各種のJu 88の改良型の研究を行ってきた。これらの中で本格的に検討された機種は無かったが、1939年にハインリッヒ・ヘルテル（Heinrich Hertel）がハインケル社からユンカース社に移籍してきてからEF.74の設計案がドイツ航空省（RLM）に提出された。EF.74の端緒は基本的にJu 88を拡大したもので、機体の基本構成と各部で延長された胴体と主翼は同じであった。しかし機首は完全に再設計され与圧式コックピットを装備していた。有効射界の確保に有利な場所への配置と胴体の気密性の保持のために全ての武装は遠隔操作された。より大きな爆弾倉のために胴体は延長され胴体内に8,000 lb (3630 kg)のペイロードを確保することで機外の懸架装置に爆弾を搭載する必要が無くなった。全ての爆弾を機内に搭載できることと出力が増大したエンジンにより性能はJu 88に比べ格段に向上した。

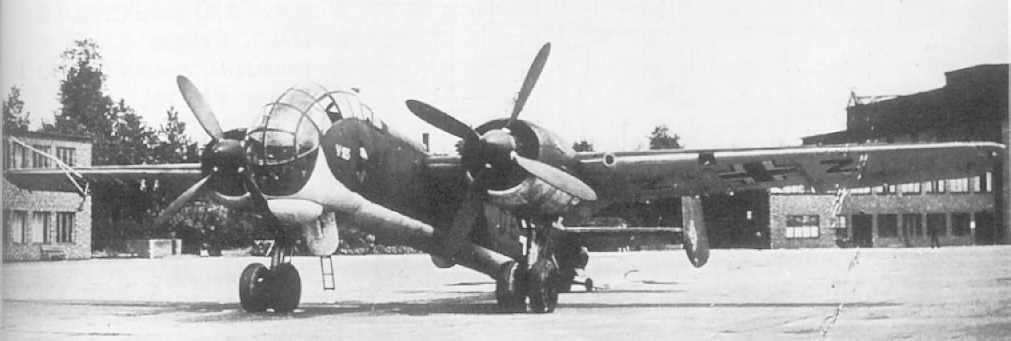
ユンカース 288 V13、Ju 288Bの試作機

1939年7月にRLMは「"B爆撃機"計画」の要求仕様を発行した。Ju 88は遡及的にA爆撃機になった。B爆撃機計画はドイツ空軍に配備されている中型爆撃機を更新することを目的としており、EF.74を基に新たに設計されるか同等の性能を有する機体が求められた。B爆撃機は、Ju 88よりも高速、高高度巡航のための与圧コックピットと重防御武装を装備、英国本土内のどこの地点へも到達できる航続距離、1世代前の爆撃機の2倍に相当する強大な4,000 kgの兵器搭載量を計画していた。数社が提案に応じたがこれらは形式的なもので、既にEF.74が採用案に決定していた。残りの提出された設計案の中でフォッケウルフ Fw 191とドルニエ Do317のみが試作機段階まで進展した。
間も無く試作機の製造が始まり、最初の試作機は1940年半ばに完成した。エンジンはユンカース ユモ 222 24気筒 液冷エンジンを装備する予定であったが、ユモ222の開発上の問題により試作初号機は代わりにBMW 801を装備して飛行した。最初の飛行可能なユモ222は1941年10月まで納品されず、この点だけでも全規模生産へ移行できないことは明白であった。ユモ222が実用に適するエンジンになりそうもないことが分かってきた1942年6月にユンカース社はユモ222よりかなり重いダイムラー・ベンツ DB606と換装することを提案した。
これらの技術的難問が処理されている間にもドイツ空軍内での戦略爆撃政策の欠如が開発期間を通してJu 288の任務と目的に曖昧模糊としたものを残していた。一時しのぎにRLMは、Ju 288 のコックピットの基本設計を取り入れたJu 88 に多少の変更を加えたアップグレード版のユンカース Ju 188を発注した。Ju 288 の開発作業は続けられていたが、1944年にドイツ空軍の優先度が急激に祖国防衛に移っていったためにプロジェクトは放棄された。

## 派生型
- Ju 288A：BMW エンジンを装備した最初の試作機。7機製造。
- Ju 288B：少し拡大された機体と武装が強化された試作機。7機製造。
- Ju 288C：ダイムラー・ベンツ エンジンを搭載した最終8機の試作機（4機のみが完成）。このモデルは1944年に量産型に選定されたが、量産に入る前に開発プログラムは放棄された。
- Ju 288D：尾部の武装を改善したJu-288Cのモックアップ。
- Ju 288G：355 mm 無反動砲で武装した対艦モデルの設計案。

## 要目
(Ju 288B)
- 乗員：4名
- 全長：17.8 m (58 ft)

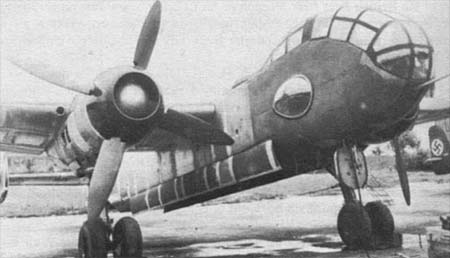
Ju 288A 型

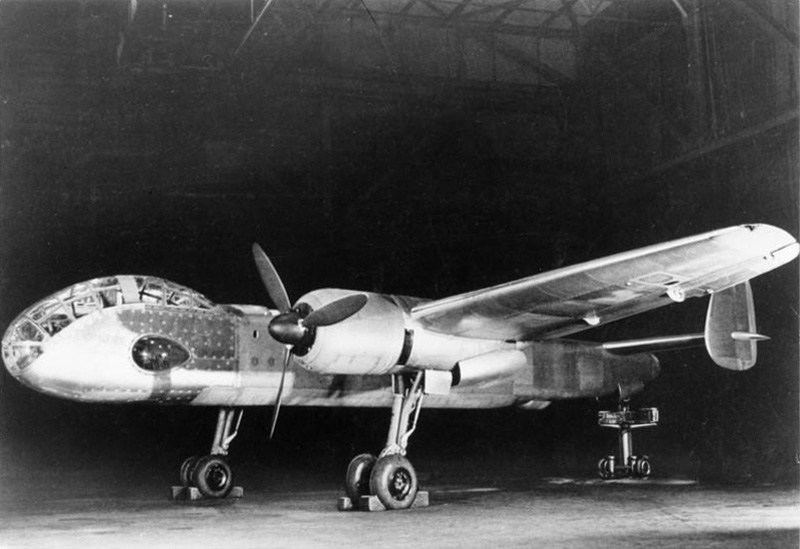
Ju 288V1 試作機

- 全幅：22.7 m (74 ft 4 in)
- 全高：4.50 m (14 ft 9 in)
- 翼面積：64.6 m2 (696 ft2)
- 運用重量：20,950 kg (46,186 lb)
- 最大離陸重量：21,000 kg (46,300 lb)
- エンジン：ダイムラー・ベンツ DB606、2,700 PS (2,663 hp, 1,985 kW) × 2
- 最大速度：620 km/h (388 mph)
- 巡航高度：9,300 m (30,500 ft)
- 航続距離：2,700 km (1,678 miles)
- 上昇率 : 435 m/m (1,420 ft/min)

- 武装：
  - 13mmMG 131機関銃 x 4
  - 20mmMG 151/20機関砲 x 1
  - 爆弾: 3,000 kg (6,610 lb)

## 登場する作品
『WarThunder』Ver1.83にてランクIVの課金機体として実装
『ジュラシック・ワールド/新たなる支配者』にて、ケイラ・ワッツが操る愛機として登場。作品中で不時着損傷するが後日譚で同型機を入手している。